# Seznam nejvyšších budov v Izraeli

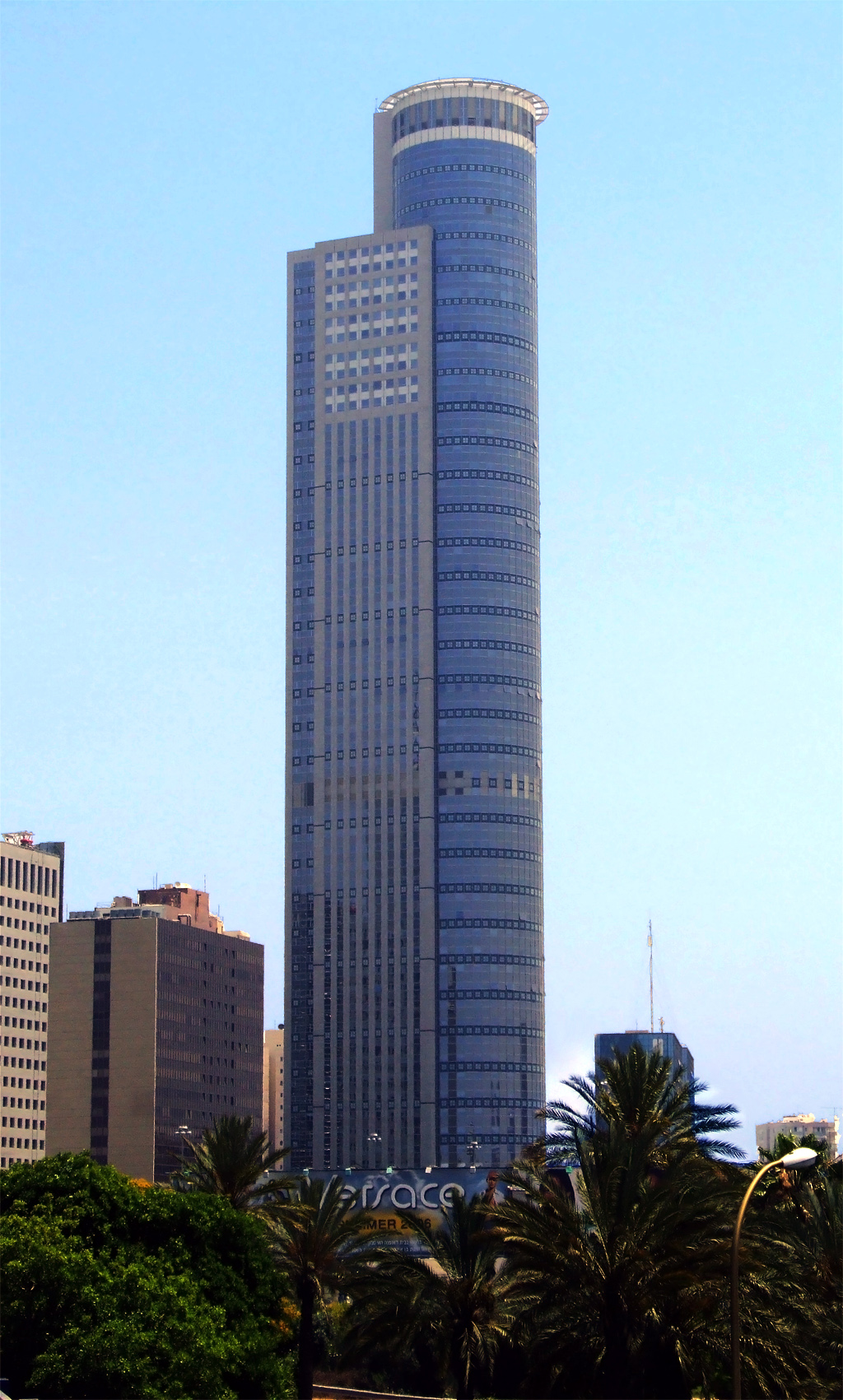
věž Mošeho Aviva

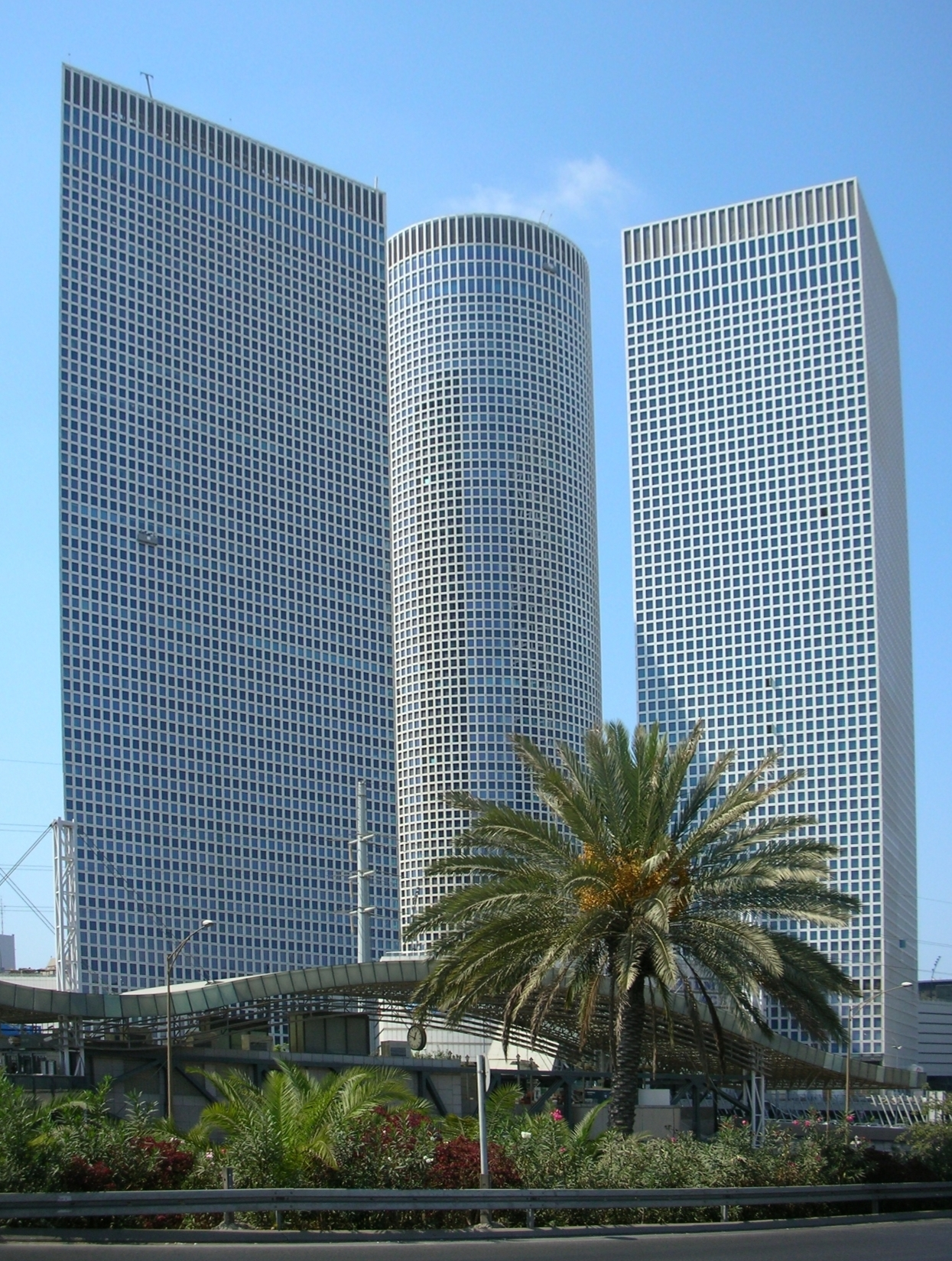
Azrieli Center

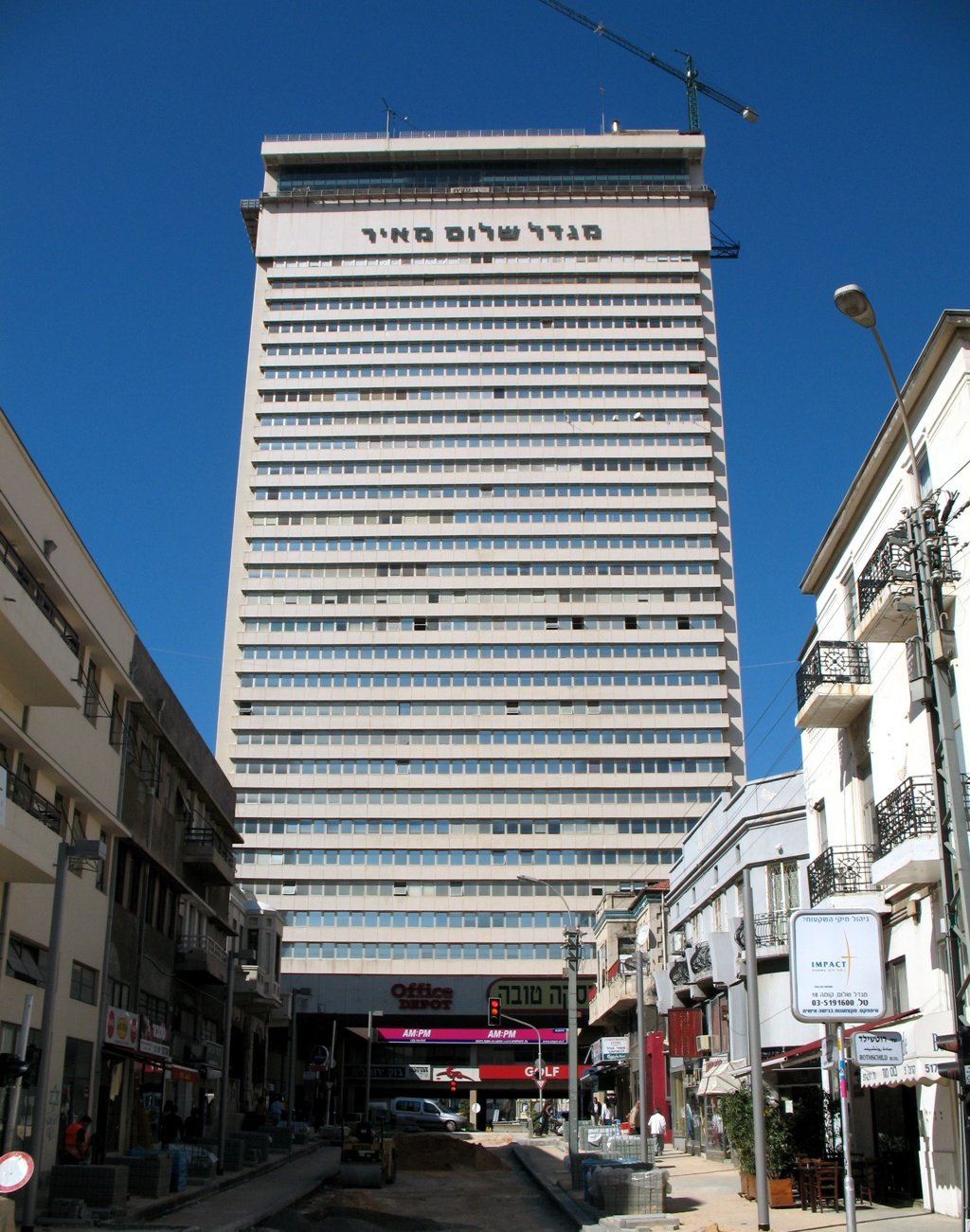
Šalom Meir Tower

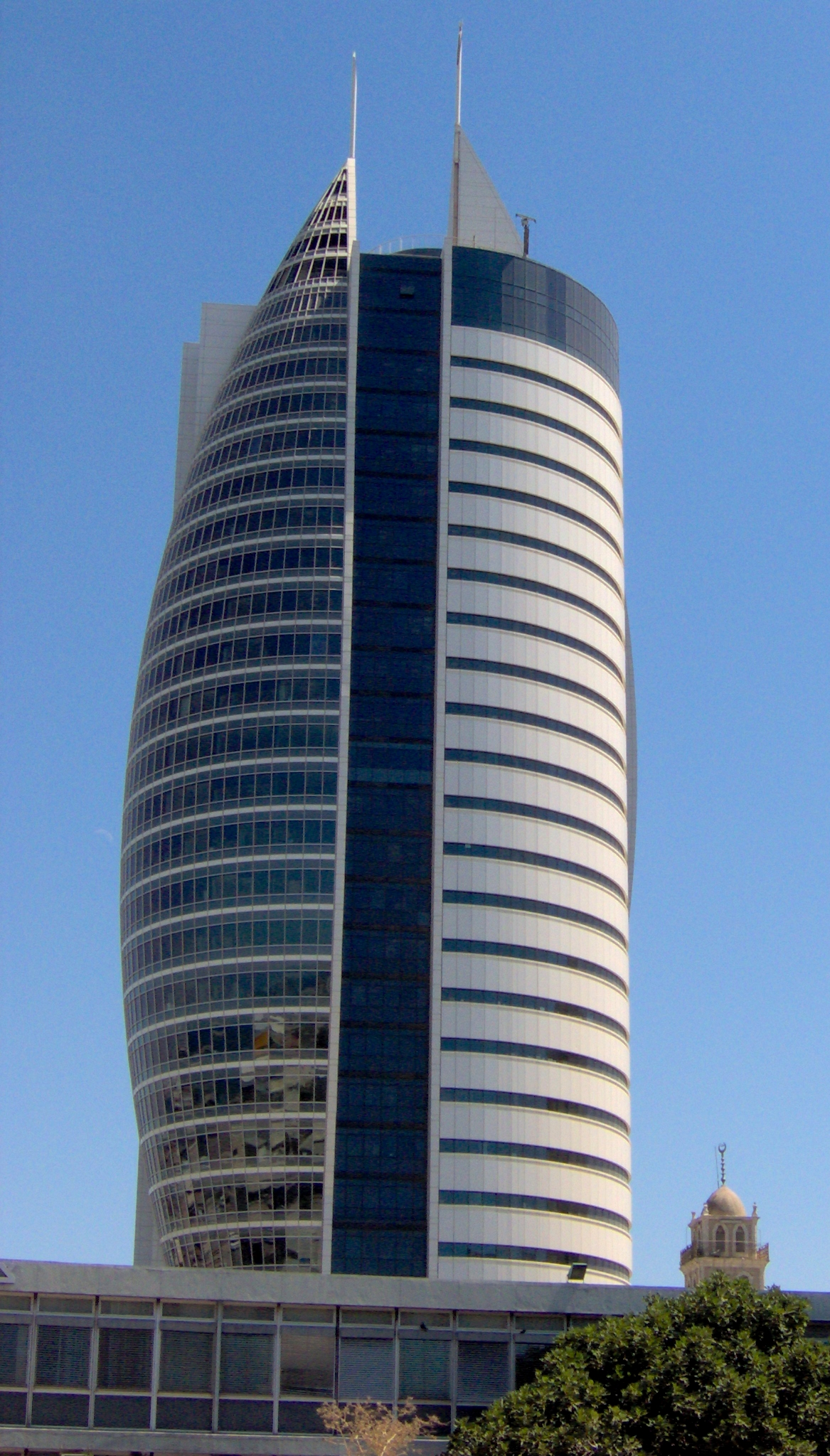
Migdal ha-Mifras

Toto je seznam nejvyšších budov v Izraeli, který řadí mrakodrapy v Izraeli podle výšky. Většina z uvedených budov se nachází v Tel Avivu a jeho aglomeraci (Guš Dan), která od 90. let 20. století zažívá dramatický nárůst počtu výškových staveb kvůli nárůstu cen pozemků.
Tento seznam obsahuje všechny dokončené výškové stavby v Izraeli s výškou nad 100 metrů (328 stop). Seznam je řadí podle oficiálně udávané výšky. Pokud mají dvě či více staveb stejnou výšku, jsou uváděny na stejném místě žebříčku a stavby jsou řazeny podle počtu pater. Pokud je shodná výška i počet pater, pak jsou budovy řazeny abecedně.

## Seznam nejvyšších budov v Izraeli
| pořadí | jméno                               | město      | lokalita                  | postaven | využití                  | výška   | počet podlaží (nadzemních) | zdroj       |
| ------ | ----------------------------------- | ---------- | ------------------------- | -------- | ------------------------ | ------- | -------------------------- | ----------- |
| 1      | věž Mošeho Aviva (City Gate)        | Ramat Gan  | Diamond Exchange District | 2001     | kanceláře, obytná plocha | 235–244 | 68                         | [ 1 ] [ 2 ] |
| 2      | Azrieli Center – kruhová věž        | Tel Aviv   | u Ajalonské dálnice       | 1999     | kanceláře                | 187     | 49                         | [ 3 ]       |
| 3      | Leonardo City Tower Hotel           | Ramat Gan  | Diamond Exchange District | 2000     | hotel, obytná plocha     | 170     | 45                         | [ 4 ]       |
| 4      | Azrieli Center – trojúhelníková věž | Tel Aviv   | u Ajalonské dálnice       | 1999     | kanceláře                | 169     | 48                         |             |
| 5      | Elco International Tower            | Tel Aviv   | u Ajalonské dálnice       | 2011     | kanceláře                | 165     | 47                         |             |
| 6      | Kirya Tower                         | Tel Aviv   | u Ajalonské dálnice       | 2005     | kanceláře                | 158     | 45                         |             |
| 7      | W-Tower                             | Tel Aviv   | Park Cameret              | 2009     | obytná plocha            | 156     | 46                         |             |
| 8      | Meier on Rothschild Tower           | Tel Aviv   | Rothschildův bulvár       | 2013     | obytná plocha            | 154     | 42                         | [ 5 ]       |
| 9      | Azrieli Center – čtvercová věž      | Tel Aviv   | u Ajalonské dálnice       | 2007     | kanceláře                | 154     | 46                         |             |
| 10     | Migdal ha-Chazon                    | Tel Aviv   | Kirjat Atidim             | 2010     | kanceláře                | 150     | 43                         |             |
| 10     | Ayalon Tower                        | Ramat Gan  | Diamond Exchange District | 2008     | kanceláře                | 150     | 32                         |             |
| 11     | Migdal Neve Cedek                   | Tel Aviv   | Neve Cedek                | 2007     | obytná plocha            | 147     | 47                         |             |
| 12     | Yoo Tower 2                         | Tel Aviv   | Park Cameret              | 2007     | obytná plocha            | 142     | 41                         |             |
| 13     | Manhattan Tower                     | Tel Aviv   | Park Cameret              | 2009     | obytná plocha            | 140     | 41                         |             |
| 13     | Tel Aviv Tower 1                    | Tel Aviv   | Nachlat Jicchak           | 2000     | obytná plocha            | 140     | 39                         |             |
| 13     | Tel Aviv Tower 2                    | Tel Aviv   | Nachlat Jicchak           | 2000     | obytná plocha            | 140     | 37                         |             |
| 14     | Marganit Tower                      | Tel Aviv   | ha-Kirja                  | 1987     | kanceláře                | 138     | 17                         |             |
| 15     | Migdal ha-Mifras                    | Haifa      | ha-Ir ha-Tachtit          | 2002     | kanceláře                | 137     | 25                         |             |
| 16     | First International Bank Tower      | Tel Aviv   | Rothschildův bulvár       | 2009     | kanceláře                | 132     | 35                         |             |
| 17     | IEC Tower                           | Haifa      | ha-Chof ha-Daromi         | 2003     | kanceláře                | 130     | 37                         |             |
| 18     | Yoo Tel Aviv 1                      | Tel Aviv   | Park Cameret              | 2007     | obytná plocha            | 128     | 40                         |             |
| 19     | Levinstein Tower                    | Tel Aviv   | Derech Menachem Begin     | 2000     | kanceláře                | 125     | 35                         |             |
| 19     | 1 Rothschild Boulevard              | Tel Aviv   | Rothschildův bulvár       | 2010     | obytná plocha            | 125     | 34                         |             |
| 20     | Tzameret Tower 1                    | Tel Aviv   | Park Cameret              | 2002     | obytná plocha            | 123     | 34                         |             |
| 20     | Tzameret Tower 2                    | Tel Aviv   | Park Cameret              | 2002     | obytná plocha            | 123     | 34                         |             |
| 20     | Tzameret Tower 3                    | Tel Aviv   | Park Cameret              | 2005     | obytná plocha            | 123     | 34                         |             |
| 21     | BSR Towers – budova 2               | Bnej Brak  |                           | 2004     | kanceláře                | 121     | 30                         |             |
| 21     | Holyland Towers – budova 1          | Jeruzalém  |                           | 2011     | obytná plocha            | 121     | 32                         |             |
| 22     | Šalom Meir Tower                    | Tel Aviv   |                           | 1965     | kanceláře                | 120     | 40                         | [ 6 ] [ 7 ] |
| 23     | Diamond Tower                       | Ramat Gan  | Diamond Exchange District | 1992     | kanceláře                | 115     | 32                         |             |
| 23     | Beeri Nehardaa Tower                | Tel Aviv   |                           | 2008     | obytná plocha            | 115     | 31                         |             |
| 24     | Gibor Sport House                   | Ramat Gan  | Diamond Exchange District | 2000     | kanceláře                | 114     | 29                         |             |
| 25     | Rambam Square 2                     | Beerševa   |                           | 2003     | obytná plocha            | 112     | 32                         |             |
| 26     | Savyon Tower                        | Ramat Gan  | ulice Ben Guriona         | 2008     | obytná plocha            | 110     | 34                         |             |
| 27     | Sea Opera – budova 2                | Netanja    |                           | 2009     | obytná plocha            | 109     | 33                         |             |
| 28     | Aviv BaTzameret Tower               | Tel Aviv   | Park Cameret              | 2010     | obytná plocha            | 108     | 32                         |             |
| 29     | Isrotel Tower                       | Tel Aviv   |                           | 1997     | hotel, obytná plocha     | 108     | 29                         |             |
| 30     | Matcal Tower                        | Tel Aviv   | ha-Kirja                  | 2005     | kanceláře                | 107     | 17                         |             |
| 31     | Dizengoff Tower                     | Tel Aviv   |                           | 1986     | obytná plocha            | 106     | 24                         |             |
| 32     | Bank Discount Tower                 | Tel Aviv   | Rothschildův bulvár       | 2006     | kanceláře                | 105     | 30                         |             |
| 33     | Gindi Heights – budova 1            | Ramat Gan  | Diamond Exchange District | 2010     | obytná plocha            | 104     | 30                         |             |
| 33     | Gindi Heights – budova 2            | Ramat Gan  | Diamond Exchange District | 2010     | obytná plocha            | 104     | 30                         |             |
| 34     | Beit Rubinstein                     | Tel Aviv   | Derech Menachem Begin     | 1999     | kanceláře                | 102     | 28                         |             |
| 34     | Central Park Tower – budova 1       | Tel Aviv   | Nachlat Jicchak           | 2011     | obytná plocha            | 102     | 31                         |             |
| 35     | Central Park Tower – budova 2       | Tel Aviv   | Nachlat Jicchak           | 2011     | obytná plocha            | 110     | 35                         |             |
| 36     | Migdal Eškol                        | Haifa      | Haifská univerzita        | 1978     | úřady univerzity         | 112     | 36                         |             |
| 37     | One Tower                           | Tel Aviv   | Park Cameret              | 2009     | obytná plocha            | 105     | 32                         |             |
| 37     | Vered Tower                         | Giv'atajim |                           | 2001     | kanceláře                | 107     | 30                         |             |
| 38     | NAM Tower                           | Tel Aviv   | Park Cameret              | 2010     | obytná plocha            | 101     | 30                         |             |
| 39     | Gan HaIr Tower                      | Tel Aviv   |                           | 1989     | obytná plocha            | 100     | 26                         |             |
| 40     | Rambam Square 1                     | Beerševa   |                           | 2001     | obytná plocha            | 112     | 36                         |             |

* Označuje, že budova je stále ve výstavbě, ale již dosáhla plné výšky hrubé stavby.
= Označuje, že budovy mají stejnou pozici v žebříčku, protože mají stejnou výšku.

### Nejvyšší budova v Izraeli v dějinách
| roky            | jméno                        | město     | výška (m) |
| --------------- | ---------------------------- | --------- | --------- |
| 1965–1999       | Šalom Meir Tower             | Tel Aviv  | 120       |
| 1999–2001       | Azrieli Center – kruhová věž | Tel Aviv  | 187       |
| 2001–současnost | Věž Mošeho Aviva             | Ramat Gan | 235       |

### Nejvyšší budovy podle jejich využití
Toto je seznam nejvyšších budov podle jejich využití. Pozor, že budovy jsou do jednotlivých žebříčků zařazeny jen, když je příslušné využití výlučné pro celou budovu. Tam, kde je budova využívána k vícero účelům, není do žebříčku zařazena.
| využití   | jméno                        | město    | výška (m) |
| --------- | ---------------------------- | -------- | --------- |
| obytná    | W-Tower                      | Tel Aviv | 156 m     |
| kanceláře | Azrieli Center – kruhová věž | Tel Aviv | 187 m     |
| hotel     | Dan Panorama Haifa Hotel     | Haifa    | 85 m      |
| nemocnice | Arison Medical Tower         | Tel Aviv | 60 m      |
| vzdělání  | Migdal Eškol                 | Haifa    | 102 m     |

## Nejvyšší budovy ve výstavbě, schválené pro výstavbu či projektované

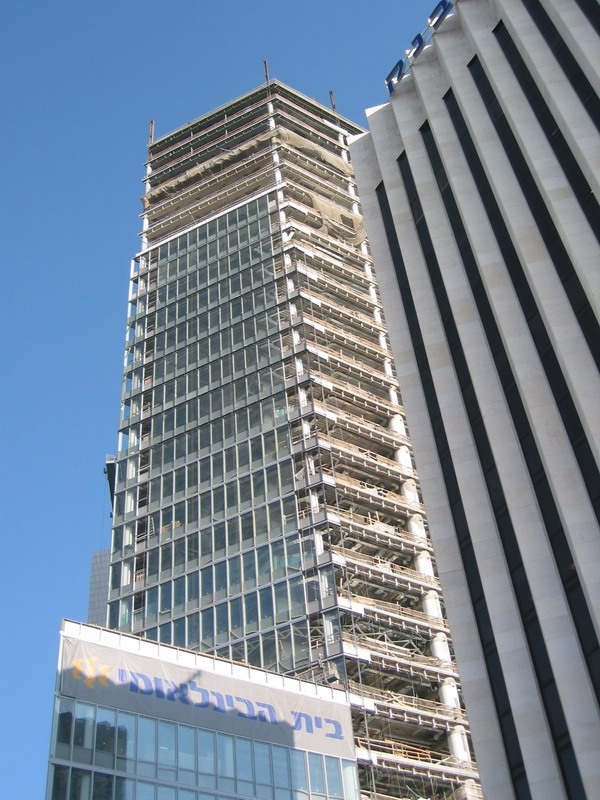
Budova First International Bank of Israel

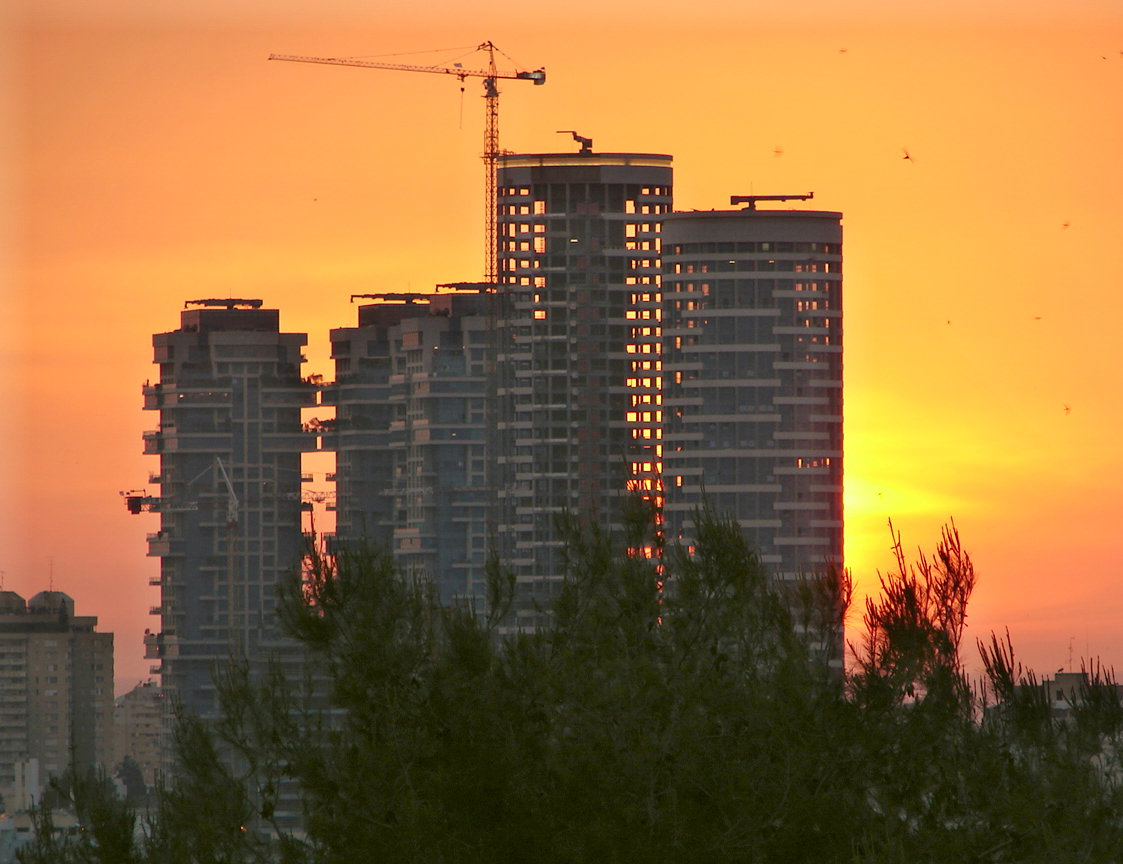
Výstavba nových výškových budov v Tel Avivu

| jméno                 | město      | lokalita                  | status                 | využití       | výška (m) | podlaží | odhadované dokončení |
| --------------------- | ---------- | ------------------------- | ---------------------- | ------------- | --------- | ------- | -------------------- |
| Nave Tower (Bat Jam)  | Bat Jam    |                           | ve výstavbě            | obytná plocha | 155–170   | 42      | 2012                 |
| Champion Motors Tower | Bnej Brak  | průmyslová zóna           | ve výstavbě            | kanceláře     | 159       | 40      | 2013                 |
| White City Residence  | Tel Aviv   |                           | ve výstavbě            | obytná plocha | 145       | 40      | 2012                 |
| K Tower 1             | Ašdod      |                           | ve výstavbě            | víceúčelové   | 160       | 40      | 2012                 |
| K Tower 2             | Ašdod      |                           | ve výstavbě            | víceúčelové   | 160       | 40      | 2012                 |
| Sunset Tower          | Netanja    |                           | ve výstavbě            | obytná plocha | 144       | 36      |                      |
| BSR 3 Tower           | Bnej Brak  |                           | ve výstavbě            | kanceláře     |           | 35      | 2012                 |
| Sky Tower 1           | Netanja    |                           | ve výstavbě            | obytná plocha |           | 34      |                      |
| Sky Tower 2           | Netanja    |                           | ve výstavbě            | obytná plocha |           | 34      | 2011                 |
| Tel Aviv Tower 3      | Tel Aviv   | Nachlat Jicchak           | ve výstavbě            | obytná plocha | 140       | 34      |                      |
| Remez Tower           | Tel Aviv   |                           | ve výstavbě            | obytná plocha | 134       | 31      | 2012                 |
| Amot Tower            | Ramat Gan  | Diamond Exchange District | ve výstavbě            | kanceláře     | 122       | 40      | 2013                 |
| W Boutique Tower      | Tel Aviv   | Park Cameret              | ve výstavbě            | obytná plocha |           | 31      | 2013                 |
| Gindi Sarona 1        | Tel Aviv   | ha-Kirja                  | ve výstavbě            | obytná plocha |           | 31      | 2013                 |
| Gindi Sarona 2        | Tel Aviv   | ha-Kirja                  | ve výstavbě            | obytná plocha |           | 31      | 2013                 |
| Gindi Sarona 3        | Tel Aviv   | ha-Kirja                  | ve výstavbě            | obytná plocha |           | 31      | 2013                 |
| Faire Tower           | Ramat Gan  |                           | ve výstavbě            | obytná plocha |           | 31      | 2012                 |
| Aviv Rothschild Tower | Tel Aviv   | Rothschildův bulvár       | ve výstavbě            | kanceláře     |           | 30      | 2012                 |
| Rothschild 30         | Tel Aviv   | Rothschildův bulvár       | dokončena hrubá stavba | obytná plocha |           | 30      | 2011                 |
| Tower on the park     | Giv'atajim |                           | dokončena hrubá stavba | obytná plocha |           | 30      | 2011                 |
| B.S.R Tower 2         | Tel Aviv   | Park Cameret              | ve výstavbě            | obytná plocha |           | 30      | 2013                 |
| The Terraces Tower    | Netanja    |                           | ve výstavbě            | obytná plocha |           | 30      | 2011                 |
| Soutine 29 Tower      | Tel Aviv   |                           | ve výstavbě            | obytná plocha |           | 29      | 2013                 |
| Frishman 46 Tower     | Tel Aviv   |                           | dokončena hrubá stavba | obytná plocha | 108       | 28      | 2012                 |
| Argaman Tower         | Netanja    |                           | ve výstavbě            | obytná plocha |           | 25      |                      |

### Nejvyšší schválené budovy
| jméno                     | město      | lokalita                  | status    | využití       | výška (m) | podlaží |
| ------------------------- | ---------- | ------------------------- | --------- | ------------- | --------- | ------- |
| Egged Tower               | Tel Aviv   | Tel Aviv CBD              | schváleno | víceúčelové   | 360       | 100     |
| Eurocom Tower             | Giv'atajim | City Towers               | schváleno | kanceláře     | 315       | 75      |
| Elite Tower               | Ramat Gan  | Diamond Exchange District | schváleno | víceúčelové   | 280       | 74      |
| Nahor Tower               | Bnej Brak  | průmyslová zóna           | schváleno | kanceláře     | 237       | 60      |
| Giv'atayim City Tower 2   | Giv'atajim | City Towers               | schváleno | kanceláře     |           | 51      |
| Ilan Tower                | Ramat Gan  | Diamond Exchange District | schváleno | kanceláře     | 199       | 45      |
| King Shaul Square 1 Tower | Tel Aviv   | Tel Aviv CBD              | schváleno | kanceláře     | 185       | 50      |
| King Shaul Square 2 Tower | Tel Aviv   | Tel Aviv CBD              | schváleno | kanceláře     | 185       | 50      |
| Fain Tower 1              | Tel Aviv   | Tel Aviv CBD              | schváleno | kanceláře     | 175       | 50      |
| Fain Tower 2              | Tel Aviv   | Tel Aviv CBD              | schváleno | kanceláře     | 175       | 50      |
| Park Tzameret 12          | Tel Aviv   | Park Cameret              | schváleno | obytná plocha | 168       | 50      |
| King Shaul Square 3 Tower | Tel Aviv   | Tel Aviv CBD              | schváleno | kanceláře     | 164       | 45      |
| King Shaul Square 4 Tower | Tel Aviv   | Tel Aviv CBD              | schváleno | kanceláře     | 164       | 45      |
| HaMedina Square Tower 1   | Tel Aviv   | Kikar ha-Medina           | schváleno | obytná plocha | 153       | 40      |
| HaMedina Square Tower 2   | Tel Aviv   | Kikar ha-Medina           | schváleno | obytná plocha | 153       | 40      |
| HaMedina Square Tower 3   | Tel Aviv   | Kikar ha-Medina           | schváleno | obytná plocha | 153       | 40      |
| Sitonai Market Tower 1    | Tel Aviv   | Sitonai Market Compound   | schváleno | obytná plocha | 144       | 40      |
| Sitonai Market Tower 2    | Tel Aviv   | Sitonai Market Compound   | schváleno | obytná plocha | 144       | 40      |
| Sitonai Market Tower 3    | Tel Aviv   | Sitonai Market Compound   | schváleno | obytná plocha | 144       | 40      |
| Sitonai Market Tower 4    | Tel Aviv   | Sitonai Market Compound   | schváleno | obytná plocha | 144       | 40      |

## Nejvyšší stavby

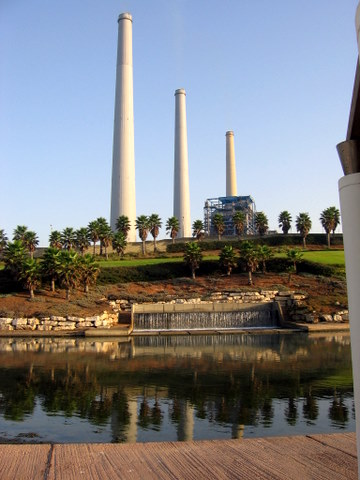
Komíny elektrárny Orot Rabin

Následující seznam zahrnuje všechny stavby v Izraeli s výškou nad 100 metrů. Na rozdíl od seznamu nejvyšších budov tento seznam zahrnuje konstrukce, které nemají oddělená patra a nejsou obyvatelné.
| pořadí | jméno                         | město    | využití          | výška (m) | postaveno |
| ------ | ----------------------------- | -------- | ---------------- | --------- | --------- |
| 1      | komín 3 elektrárny Orot Rabin | Chadera  | výroba elektřiny | 300       | 1997      |
| 2=     | komín 1 elektrárny Orot Rabin | Chadera  | výroba elektřiny | 250       | 1993      |
| 2=     | komín 2 elektrárny Orot Rabin | Chadera  | výroba elektřiny | 250       | 1993      |
| 4      | komín elektrárny Reading      | Tel Aviv | výroba elektřiny | 150       | 1962      |